# Arroz parboilizado

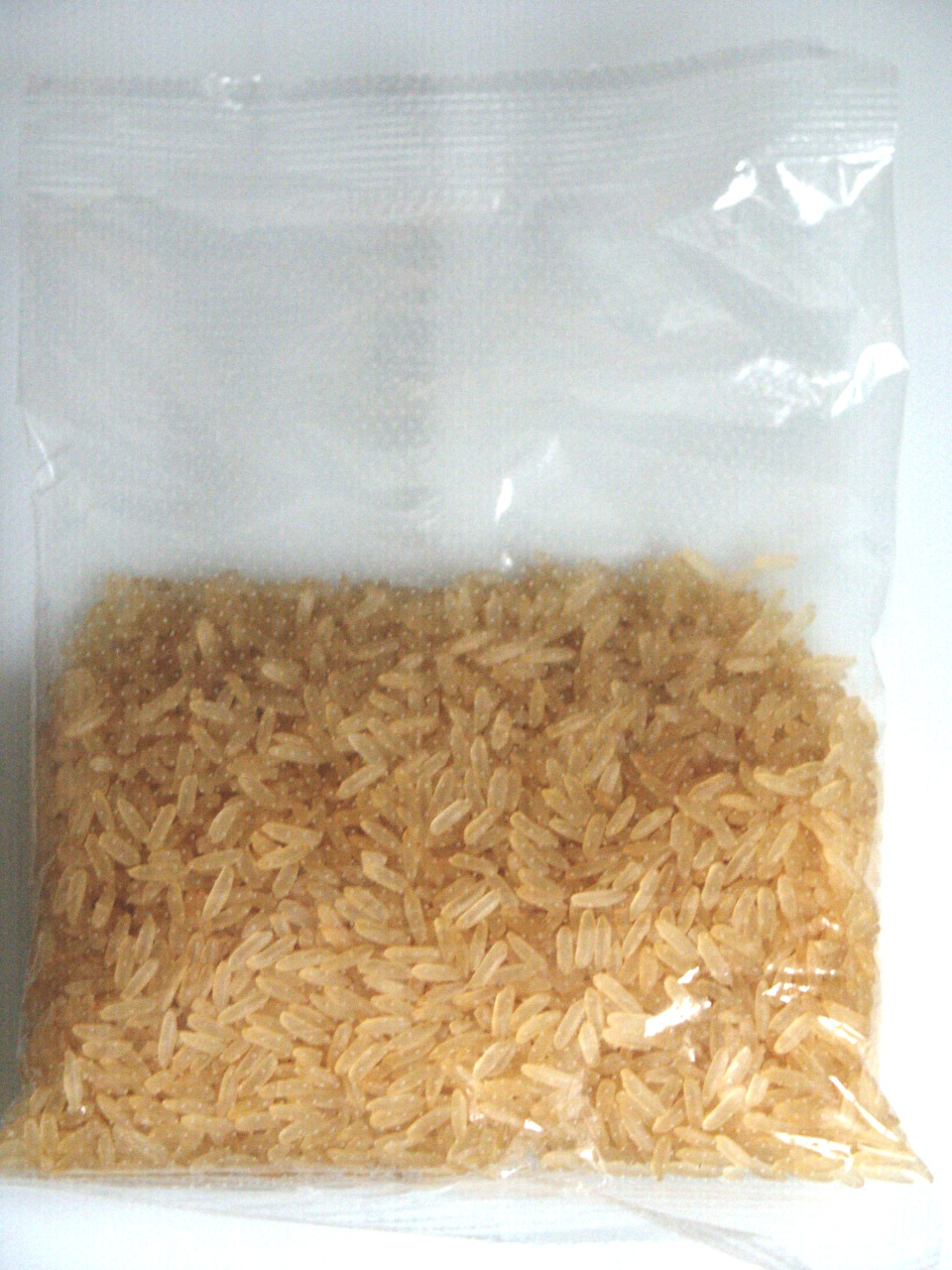
Arroz parboilizado.

Denomina-se arroz parboilizado o arroz que sofreu o processo de parboilização, isto é, o pré-cozimento, mediante a imersão do arroz (em casca) em água aquecida numa autoclave.
A palavra 'parboilizado' tem origem no inglês parboil, que significa "aferventar" ou "cozer de maneira incompleta", numa descrição aproximada do processo industrial referido. O processo, cujo principal objetivo é aumentar a rendimento da moagem do arroz, acaba por também agregar alguns elementos nutrientes, contidos na casca, ao grão do arroz; no entanto, paralelamente, também implica perda de outros nutrientes presentes no grão.

## Parboilização
Nesse processo, o arroz, ainda em casca, é imerso em água potável a uma temperatura acima de 58 °C e, em seguida, submetido a processos de gelatinização parcial ou total do amido e, finalmente, secagem e refinamento. Em consequência desses processos, o grão de arroz se torna mais amarelado e menos quebradiço também. Quanto mais elevada a temperatura e maior o tempo de imersão, mais forte é a coloração dos grãos de arroz parboilizado em relação aos grãos de arroz branco. Temperaturas abaixo de 65 °C tendem a resultar em grãos com coloração menos intensa.
Na parboilização, o arroz sofre um pré-cozimento, durante o qual os nutrientes do pericarpo são parcialmente incorporados ao grão propriamente dito. Nenhum composto químico é adicionado ao longo do processo. O sabor característico e o tom amarelado do grão parboilizado são decorrentes da integração de parte dos elementos presentes na casca e no germe ao amido que constitui o grão.
Observe-se que, ao ser cozido, tanto o arroz branco quanto o chamado arroz integral - que é o arroz apenas descascado - perdem parte dos seus compostos bioativos, isto é, dos fitoquímicos presentes nos vegetais. Como qualquer outro processo de cozimento, a parboilização (pré-cozimento) também faz com que o grão perca parte desses compostos. Ao ser novamente cozido, no preparo final para consumo, o grão ainda perderá um pouco mais desses elementos nutrientes.

### Efeitos sobre o conteúdo de nutrientes do arroz
Em estudo sobre o efeito de processos de beneficiamento sobre os teores de macro e microminerais em grãos de arroz integral, arroz parboilizado e arroz branco, considerando nove diferentes cultivares de arroz, todos provenientes do Instituto Rio Grandense do Arroz, verificou-se que os teores de magnésio, potássio, fósforo, sódio, manganês e zinco foram significativamente maiores nos grãos integrais. A parboilização, ao contrário do esperado, não aumentou o conteúdo de todos os minerais, sendo que os grãos parboilizados, comparados aos brancos, tiveram menor teor de manganês e de zinco. Além das diferenças entre os processos de beneficiamento, o estudo constatou variação entre cultivares, destacando-se que, nos teores de ferro e zinco, a variação chega a 223%.
Os dados mostraram também que o arroz parboilizado contém apenas 28% do magnésio contido no arroz integral, enquanto que o arroz branco contém menos ainda: 24%. O arroz parboilizado perde para o arroz branco em alguns componentes, como sódio, ferro, manganês e zinco. No cômputo geral, o arroz parboilizado apresenta apenas 51% do teor dos nutrientes contidos no arroz integral; já o arroz branco apresenta, surpreendentemente, um teor levemente maior (53%).